# Sergej Ćetković
Sergej Ćetković (cirill betűkkel: Сергеј Ћетковић, Titograd, 1975. március 8. –) montenegrói énekes. Ő képviselte Montenegrót a 2014-es Eurovíziós Dalfesztiválon, a dán fővárosban, Koppenhágában. Versenydala a Moj svijet volt.

## Karrier

### Eurovíziós Dalfesztivál
2013. november 19-én jelentette be az RTCG, a montenegrói közszolgálati televízió, hogy Ćetković képviseli Montenegrót a 2014-es Eurovíziós Dalfesztivál első elődöntőjében. Az elődöntőből első montenegróiként továbbjutott a dalfesztivál döntőjébe, ahol a 19. helyen végzett.

## Diszkográfia

### Albumok
- Kristina (2000)
- Budi mi voda (2003)
- Kad ti zatreba (2005)
- Pola moga svijeta (2007)
- 2 minuta (2010)

### Válogatások
- The best of (2005)
- Sergej Live (2006)
- Balade (2011)

### Filmzene
- Pogledi u tami - A Kilátás az Eiffel-toronyból című montenegrói filmben (2005)